# خانقاه شریف
خانقاه شریف (به انگلیسی: Khanqah Sharif) یک شهر در پاکستان است که در پنجاب واقع شده‌است. خانقاه شریف ۶۰٬۰۰۰ نفر جمعیت دارد.